# Apogonichthys perdix
Az Apogonichthys perdix a sugarasúszójú halak (Actinopterygii) osztályához a sügéralakúak (Perciformes) rendjéhez, ezen belül a kardinálishal-félék (Apogonidae) családjához tartozó faj.

## Előfordulása
Az Apogonichthys perdix elterjedési területe az Indiai- és a Csendes-óceánok, valamint a Vörös-tenger. A mozambiki Inhambane várostól Japándéli részéig és Hawaiig fordul elő. Mikronézia egész területén gyakori.

## Megjelenése
Általában 3,6 centiméter hosszú, de akár 5 centiméteresre is megnőhet. Oliva barna testén nem egyenes sorokban sötét pontok vannak. Úszói pettyesek. Fekete sáv húzódik a szemtől a test közepéig. A farokúszó tövénél fehér folt látható.

## Életmódja
Az Apogonichthys perdix trópusi, tengeri halfaj, amely a korallzátonyokon él, és 6-65 méteres mélységben tartózkodik. A törmelékek között és a halott zátonyokon is megél. Ez a titokzatos kardinálishal éjszaka tevékeny, és a tengerfenék közelében él.

## Szaporodása
Az ikrák a szülő szájában kelnek ki.